# Pomaderris
Pomaderris är ett släkte av brakvedsväxter. Pomaderris ingår i familjen brakvedsväxter.

## Bildgalleri

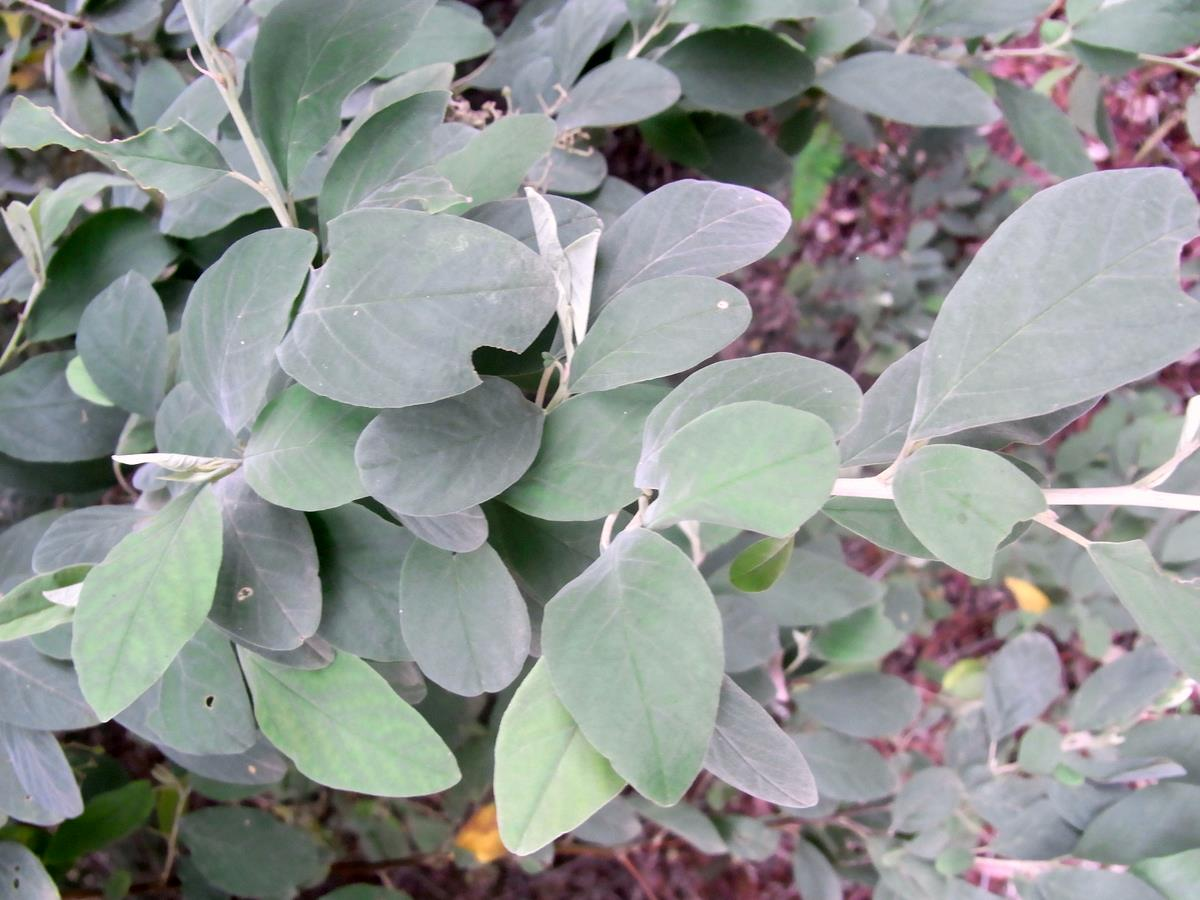
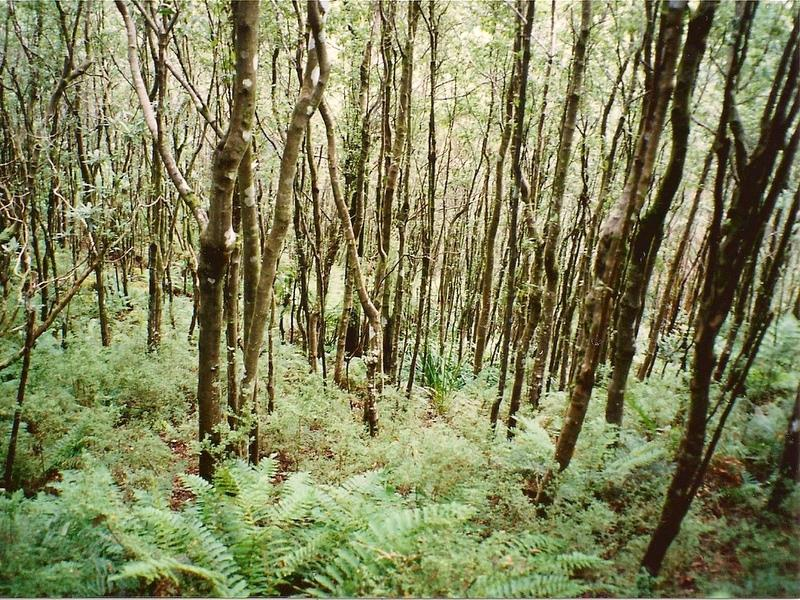
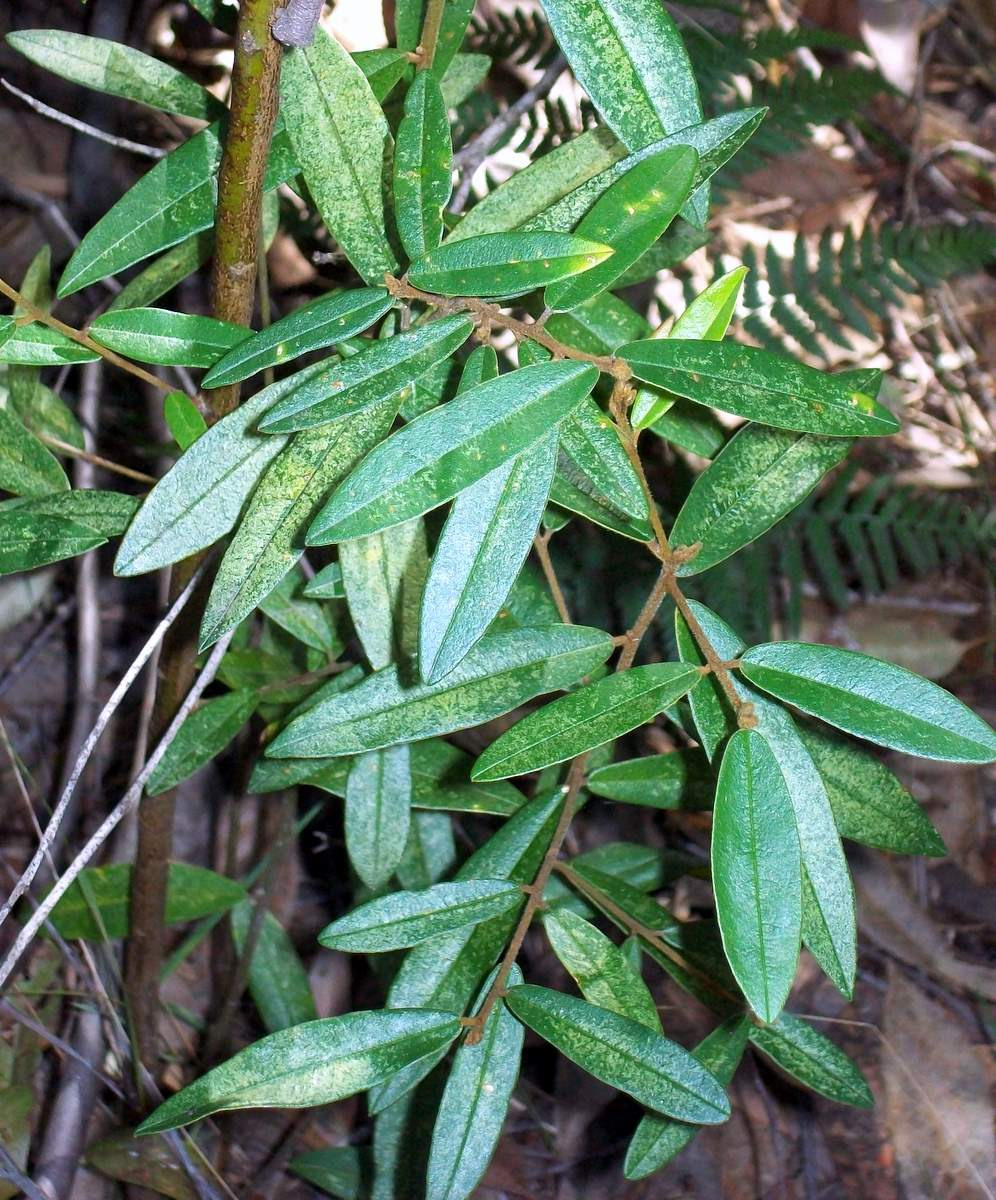
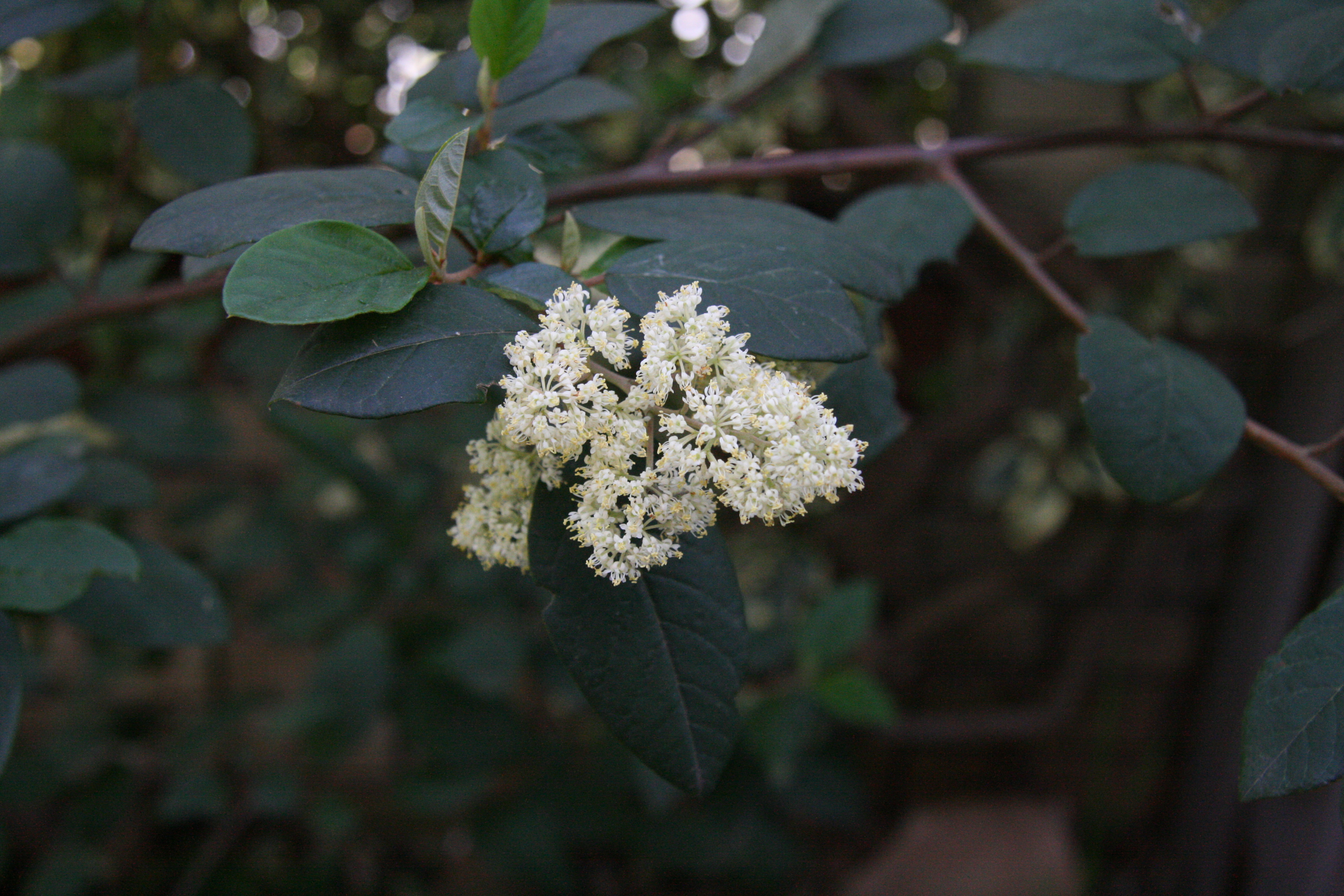
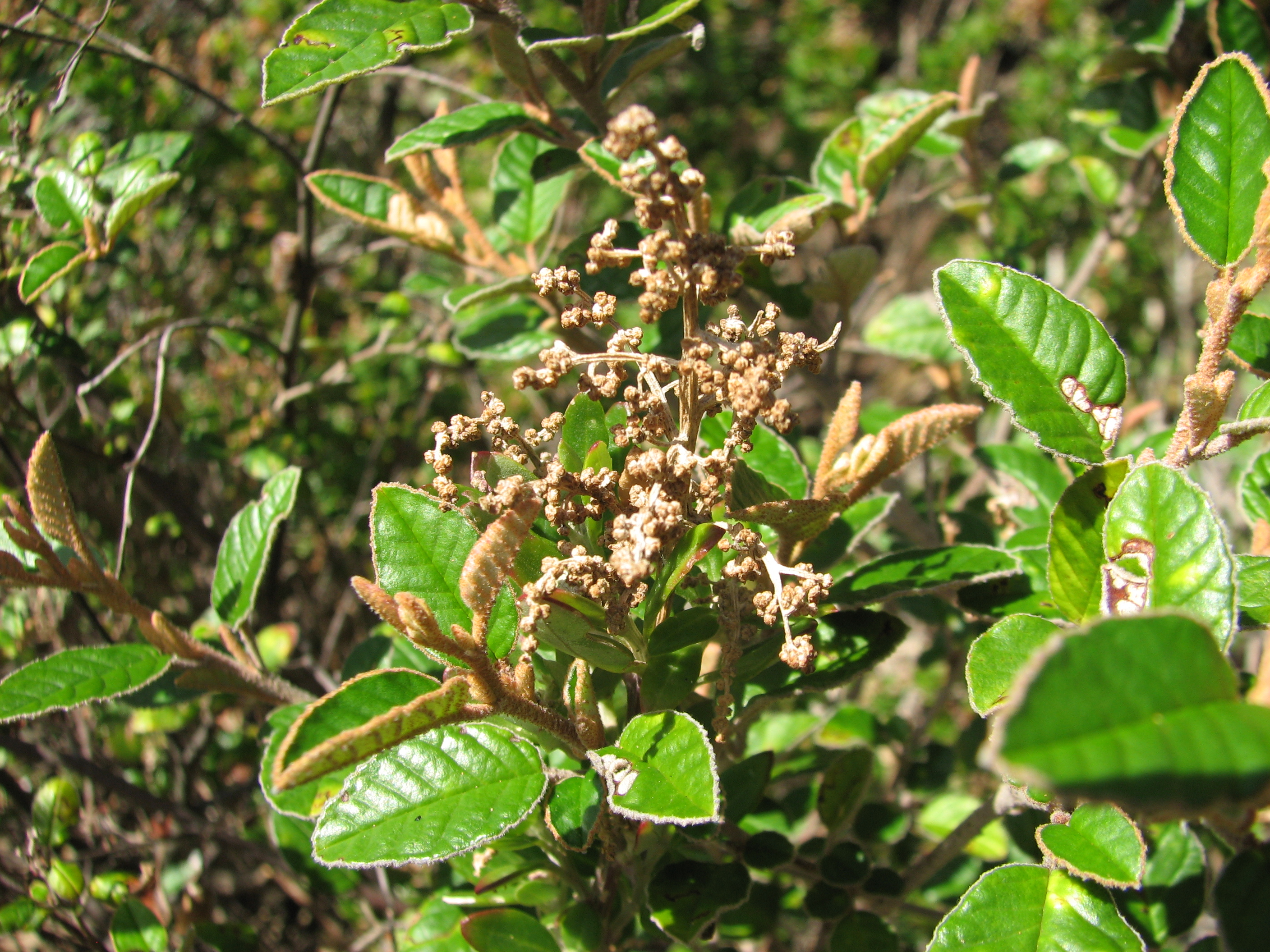
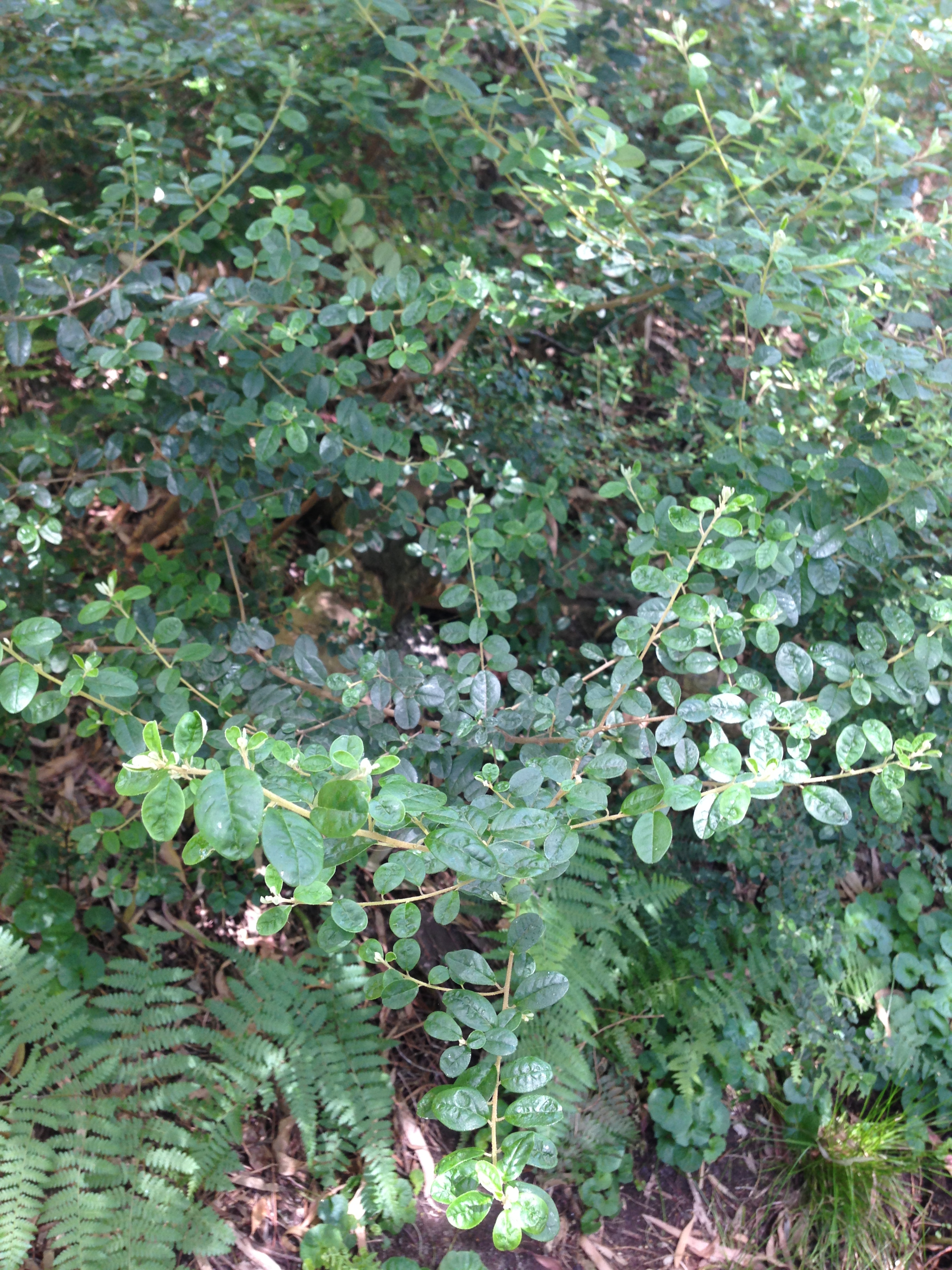

## Dottertaxa tillPomaderris, i alfabetisk ordning[1]
- Pomaderris adnata
- Pomaderris affinis
- Pomaderris andromedifolia
- Pomaderris angustifolia
- Pomaderris apetala
- Pomaderris argyrophylla
- Pomaderris aspera
- Pomaderris aurea
- Pomaderris betulina
- Pomaderris bodalla
- Pomaderris brevifolia
- Pomaderris briagolensis
- Pomaderris brogoensis
- Pomaderris brunnea
- Pomaderris buchanensis
- Pomaderris canescens
- Pomaderris cinerea
- Pomaderris clivicola
- Pomaderris cocoparrana
- Pomaderris coomingalensis
- Pomaderris costata
- Pomaderris cotoneaster
- Pomaderris crassifolia
- Pomaderris delicata
- Pomaderris discolor
- Pomaderris elachophylla
- Pomaderris elliptica
- Pomaderris eriocephala
- Pomaderris ferruginea
- Pomaderris flabellaris
- Pomaderris forrestiana
- Pomaderris gilmourii
- Pomaderris grandis
- Pomaderris graniticola
- Pomaderris halmaturina
- Pomaderris hamiltonii
- Pomaderris helianthemifolia
- Pomaderris humilis
- Pomaderris kumeraho
- Pomaderris lanigera
- Pomaderris ledifolia
- Pomaderris ligustrina
- Pomaderris mediora
- Pomaderris multiflora
- Pomaderris myrtilloides
- Pomaderris nitidula
- Pomaderris notata
- Pomaderris obcordata
- Pomaderris oblongifolia
- Pomaderris oraria
- Pomaderris pallida
- Pomaderris paniculosa
- Pomaderris parrisiae
- Pomaderris pauciflora
- Pomaderris phylicifolia
- Pomaderris pilifera
- Pomaderris precaria
- Pomaderris prunifolia
- Pomaderris queenslandica
- Pomaderris racemosa
- Pomaderris reperta
- Pomaderris rotundifolia
- Pomaderris rugosa
- Pomaderris sericea
- Pomaderris sieberiana
- Pomaderris subcapitata
- Pomaderris subplicata
- Pomaderris tropica
- Pomaderris vacciniifolia
- Pomaderris walshii
- Pomaderris vellea
- Pomaderris velutina
- Pomaderris virgata
- Pomaderris viridis